# Eremedaille voor Voortvarendheid en Vernuft
De Eremedaille voor Voortvarendheid en Vernuft is een onderscheiding die van 1917 tot 1969 in de graden Goud, Zilver en Brons verbonden was aan de Huisorde van Oranje en sindsdien los van deze Huisorde verder bestaat in een enkele graad: Goud.
Deze onderscheiding is geen Nederlandse Koninklijke onderscheiding en wordt buiten de Ministeriële verantwoordelijkheid of bemoeienis van de Ministerraad door de Koning als hoofd van zijn Huis verleend. Er is ook een Eremedaille voor Kunst en Wetenschap.
De grote ronde medaille is gemodelleerd door de beeldhouwer Pier Pander.
Men draagt de medaille aan een breed oranje lint om de hals of (in het geval van dames) aan een strik van dezelfde oranje gewaterde zijde. Na het overlijden van een drager moet de kostbare medaille weer worden teruggestuurd aan de Kanselarij van de Huisorden.

## Dragers van de Medaille in Goud
- Joop den Uyl
- Dries van Agt[1]
- Bill Minco[2]
- Floris Maljers[2]
- Pierre Cuypers
- Frits Philips
- Sadik Harchaoui
- Richard Krajicek[3]

### De door Koning Willem-Alexander uitgereikte medailles
- 2025 - Mevr. C. Gehrels, voorzitter van de Stichting Méér Muziek
- 2024 - Dhr. R. Krajicek, voormalig toptennisser, directeur Krajicek Foundation
- 2023 - Dhr. S. Harchaoui, Stichting SchuldenlabNL

### De door Koningin Beatrix uitgereikte medailles
- 2000 - Prof.drs. F.A. Maljers, oud-president Unilever[4]
- 1997 - Dhr. J.M. Schröder, directeur Martinair
- 1997 - Dhr. S. Minco, voorzitter Nationale Federatie Raad Voormalig Verzet Nederland
- 1995 - Mw. M.H.M.F. Gardeniers-Berendsen, bestuurslid Stichting Historische Verzamelingen
- 1993 - Dhr. C. Birnie, zakelijk leider Nederlands Danstheater
- 1992 - Dhr. O.J. van Leer, oud-president van de Van Leer Groep

## Dragers van de Medaille in Zilver
- Henri Koot

## Dragers van de Medaille in Brons
Militaire Willems-Orde · Orde van de Nederlandse Leeuw · Orde van Oranje-Nassau · Huisorde van Oranje · Huisorde van de Gouden Leeuw van Nassau · Orde van de Gouden Ark · Ridderlijke Duitsche Orde, Balije van Utrecht · Johanniter Orde in Nederland
Zie ook: Ridderorden en onderscheidingen in Nederland
Museummedaille ·
Erepenning ·
Medaille van de Maatschappij tot Redding van Drenkelingen ·
Doggersbank-medaille ·
Broeder van de Orde van de Nederlandse Leeuw ·
Antwerpsche Medaille 1832 ·
Onderscheidingsteken voor Langdurige, Eerlijke en Trouwe Dienst ·
Eremedaille voor Kunst en Wetenschap ·
Eremedaille voor Voortvarendheid en Vernuft ·
De Ruyter-medaille ·
Regeringsmedaille ·
Medaille van het Carnegie Heldenfonds ·
Medaille van Verdienste van het Nederlandse Rode Kruis ·
Medaille voor trouwe dienst van het Nederlandse Rode Kruis ·
Erkentelijkheidsmedaille 1940-1945 ·
Inhuldigingsmedaille 1948 ·
Herinneringsmedaille Luchtbescherming 1940-1945 ·
Medaille van de Noord- en Zuid-Hollandsche Redding Maatschappij ·
Zilveren Anjer · 
Cultuurfonds Onderscheiding · 
Vrijwilligersmedaille Openbare Orde en Veiligheid ·
Vaardigheidsmedaille van de Nederlandse Sport Federatie ·
Inhuldigingsmedaille 1980 ·
Herinneringsmedaille VN-Vredesoperaties ·
Herinneringsmedaille Multinationale Vredesoperaties ·
Herinneringsmedaille Internationale Missies ·
Huwelijksmedaille 2002 ·
Herinneringsmedaille Buitenlandse Bezoeken ·
Marinemedaille ·
Landmachtmedaille ·
Marechausseemedaille ·
Luchtmachtmedaille
Zie ook: Ridderorden en onderscheidingen in Nederland